# Javier Sierra
Javier Sierra Albert (Teruel, 11 agosto 1971) è uno scrittore e giornalista spagnolo.

## Biografia
Nato a Teruel nel 1971, vive e lavora a Malaga.
Dopo la laurea in Scienze della comunicazione all'Università Complutense di Madrid, ha esercitato l'attività di giornalismo specializzandosi in archeologia misteriosa, ufologia, esoterismo e paranormale e ha diretto alcune riviste in tema: Año Cero e Más allá de la Ciencia.
A partire dall'esordio nel 1998 con La signora in blu, ha pubblicato , finora, dieci opere di narrativa e 4 di saggistica, spesso inerenti a misteri del passato su di uno sfondo proprio alle trame del giallo, ciò  che gli ha fatto guadagnare vasto successo di pubblico a livello internazionale.
Attivo anche come divulgatore in radio e in televisione, è stato insignito del Premio Planeta nel 2018 grazie al romanzo Fuoco invisibile, sulla ricerca da parte di un filologo irlandese di una preziosa opera del Siglo de Oro.

## Opere

### Romanzi
- La signora in blu (La dama azul, 1998), Milano, Longanesi, 2008 traduzione di Patrizia Spinato ISBN 978-88-304-2535-4
- Le porte dei Templari (Las puertas templarias, 2000), Milano, Tropea, 2004 traduzione di Claudia Marinelli ISBN 88-438-0457-X.
- Il segreto egizio di Napoleone (El secreto egipcio de Napoleón, 2002), Milano, Tropea, 2006 traduzione di Claudia Marinelli ISBN 88-438-0536-3.
- La cena segreta (La cena secreta, 2004), Milano, Tropea, 2005 traduzione di Claudia Marinelli ISBN 88-438-0542-8.
- L'angelo perduto (El ángel perdido, 2011), Milano, Longanesi, 2013 traduzione di Silvia Sichel ISBN 978-88-304-3255-0.
- El maestro del Prado (2013)
- La pirámide inmortal (2014)
- Fuoco invisibile (El fuego invisible, 2017), Milano, DeA Planeta, 2018 ISBN traduzione di Claudia Marinelli 978-88-511-6564-2.

### Racconti
- El quinto mundo (2012)

### Saggi
- Roswell: secreto de Estado (1995)
- La España extraña (1997)
- En busca de la Edad de Oro (2000)
- Lo specchio oscuro (La ruta prohibida y otros enigmas de la Historia, 2007), Milano, Longanesi, 2011 traduzione di Gianclaudio Civale ISBN 978-88-304-2628-3.

## Riconoscimenti
- Premio de Novela Ciudad de Torrevieja: 2004 finalista con La cena segreta
- Premio Planeta: 2018 vincitore con Fuoco invisibile